# Condalia rigida
Condalia rigida är en brakvedsväxtart som beskrevs av Wigg.. Condalia rigida ingår i släktet Condalia och familjen brakvedsväxter. Inga underarter finns listade i Catalogue of Life.